# Меру (національний парк)
Національний парк Меру — кенійський національний парк, розташований на схід від міста Меру, за 350 км від Найробі. Має площу 870 км². Це один з найвідоміших національних парків Кенії. Район Меру характеризується рясними опадами, тому терен має високі трави та величезні болота .
Парк відомий великим різноманіттям диких тварин, включаючи африканського слона, лева, африканського леопарда, гепарда, східного чорного носорога, південного білого носорога, зебри Греві, імпалу, бегемота, також тут живуть геренук, дікдік, орикс, жирафа сітчаста, коб звичайний.
Національний парк Меру був однією з двох територій, у яких природоохоронці Джордж Адамсон і Джой Адамсон виростили левицю Ельзу, яка стала відомою в бестселері та фільмі «Народжена вільною», який отримав нагороди. Левиця Ельза похована в цьому парку, і частина праху Джой була розвіяна на місці її могили.

## Історія
До 2000 року парк був маже зруйнований через браконьєрство та надмірний випас худоби сомалійськими біженцями, які регулярно випалювали в парку траву. У 2000 — 2005 рр. Служба охорони дикої природи Кенії за підтримки Французького агентства розвитку (AFD) і Міжнародного фонду захисту тварин (IFAW) відновила Національний парк Меру з майже руїни в одне з найперспективніших туристичних місць у Східній Африці, через вирішення проблеми браконьєрства в парках. IFAW пожертвував 1,25 мільйона доларів на цей великий проект реставрації, і на ці гроші допомогли у покращенні базової інфраструктури та надали необхідне обладнання та транспортні засоби для діяльності правоохоронних органів.
З 2005 року заповідна територія вважається частиною Загону з охорони левів . 

## Пам'ятки
Парк відомий серед любителів природи, як спокійне місце вільне від масового туризму. Окрім краєвидів і дикої природи, популярні туристичні пам’ятки включають дім Джорджа та Джой Адамсон, водоспад Адамсона, місця поховання Джой Адамсон і левиці Ельзи, краєвиди на гору Кенія та річку Тана.